# Casa Arthur M. Parker
La Casa Arthur M. Parker (también conocida como la Casa Parker) es una casa histórica ubicada en 8115 East Jefferson Avenue en Detroit, Míchigan (Estados Unidos). Está directamente adyacente a la Casa Frederick K. Stearns. Fue incluida en el Registro Nacional de Lugares Históricos el 9 de octubre de 1985.

## Descripción
La Casa Arthur M. Parker es un edificio de dos pisos y medio, revestido con ladrillo en el primer piso y estuco y entramado de madera arriba. La casa tiene un carácter medieval reforzado por vanos irregulares, aunque más sobrio que la vecina Casa Frederick K. Stearns. La Casa Arthur M. Parker es importante por su diseño neomedieval.

## Historia
La Casa Arthur M. Parker fue construida en 1901. Fue diseñada por el estudio de arquitectura Malcomson & Higginbotham para Arthur M. Parker, secretario-tesorero de Detroit Boiler Company, por la firma de Detroit de Malcomson & Higginbotham. En la década de 1980, la Junta Escolar de Detroit utilizaba la casa. En los años 2000, la casa se utiliza como sede del Sínodo del Sudeste de Míchigan-Iglesia Evangélica Luterana en América.